# سیستان افغانستان
سیستان شرقی یا سیستان افغانستان بخشی از سرزمین سیستان بزرگ است، که امروزه در کشور افغانستان قرار دارد.
سیستان افغانستان شامل بخش‌های جنوب و جنوب غربی افغانستان است.

## پیشینه
سیستان منطقه‌ای است که قدمت سکونت در آن به دوران اساطیری ایران بازمی‌گردد. سرزمین هلمند یا سیستان در پاره‌های ۱۳ و ۱۴ نخستین فصل وندیداد (اوستا) به عنوان یازدهمین سرزمین نیک که اهورامزدا آفریده، یاد شده‌است.
طبق متون اساطیری گرشاسب پسر اثرت بن شهر بن کورنگ بن بیداسب بن تور بن جمشیدالملک بن نونجهان بن اینجد بن اوشهنگ بن خراوک بن سیامک بن موسی بن کیومرث سیستان را بنا کرده‌است.
وی در صدد بود شهری بنا کند که ضحاک نتواند بدان دست یابد، زیرا وی در جهانگشایی‌هایش دست به کشتار و ویرانی می‌زد،
تا اینکه به هنگام سفر، با رسیدن به این منطقه و مشاهده درختان انار و خرما، رغبت به بنای شهر در این ناحیه نمود.
.بنا بر نقل‌های اساطیری فاصله میان ساخت سیستان تا ظهور اسلام چهار هزار و اندی سال می‌باشد.
سرزمین اولیه سیستان دورتر از محل کنونی در محدوده‌ای میان کرمان و سیستان امروزی قرار داشت که «رام شهرستان» و «ابرشهریار»نامیده می‌شد. به علت تغییر مسیر رود هیرمند و تبدیل این منطقه به بیابان، مردم مجبور به ترک رام شهرستان و تأسیس شهر زرنگ شدند. با وجود مدفون شدن رام شهرستان در زیر شن‌های کویر، تا قرن چهارم برخی از ابنیه و خانه‌های آن پابرجا بوده‌است.
سیستان که در روزگار باستان شامل تمام مناطق شرق فلات ایران می‌شد و طبق متون تاریخی در دوران باستان منطقه تبت در ادوار طولانی، متعلق به امیران و حکام سیستانی بود، در دوران معاصر مطابق با عهدنامه پاریس و گلداسمیت به دو بخش سیستان ایران و افغانستان تقسیم گردید.
.در زمان باستان، بست، رخد، زمین داور، کابل و سواد آن، سفزار، بوزستان، لوالستان، غور و کشمیر از جمله شهرهای سیستان باستان بود.

## تقسیم سیستان
انگلیسی‌ها برای اینکه بتوانند مانع از پیشروی نیروهای روس به سمت هند شوند و سدی در برابر آن‌ها به وجود آورند، سیستان را به دو قسمت تقسیم کردند؛ یعنی نیم از آن را که گستره جغرافیایی وسیعی و شهرهای مهمی را شامل می‌شد، برای همیشه از ایران جدا کردند.
از نظر انگلیسی‌ها سیستان ارزش فراوان و سوق الجیشی داشت و تصرف آن از اقدامات مقدماتی مهمی بود که سدی برای پیشروی همه‌جانبه به سوی هند یا حمله به افغانستان بشمار می‌آمد.
به موجب قراردادهای پاریس و گلداسمیت و تقسیم سیستان، قسمت بزرگی از سیستان با جمعیت ساکن در آن به افغانستان واگذار شد. اما مردم سیستان دسته دسته وارد سیستان که متعلق به ایران بود شدند و مردم سیستانی بومی سیستان شرقی به‌دلیل سیاست‌های ایران و افغانستان مجبور به مهاجرت به ایران در منطقه ترکمن صحرا (استان گلستان ایران) شدند و با عرضه نیروی کار خود صحراها و باتلاق‌های شمال ایران را به کشتزارهای سرسبز و پنبه‌زارهای شگفتی‌آور مبدل کرده‌اند.

## جغرافیا
سیستان شرقی شامل ولایت‌های اَسفِزار، فَراه، اوق، خواش، فُلاد، فِشلَنج (پِشلَنگ)، نوزاد، بُست، زمین‌داور، رُخَج، رکش، رودبار، غزنی، نیمروز است.